# Jin Meyerson
Pour les articles homonymes, voir Meyerson.
 (décembre 2014).
Jin Meyerson est un artiste plasticien né en 1972 à Incheon en Corée du Sud. 
Il vit et travaille entre New York et Paris.

## Expositions personnelles
2007
- Galerie Michael Janssen, Berlin, Allemagne

2006
- High Cholesterol Moment, Zach Feuer Gallery (LFL), New York, États-Unis
- Accidental Tourist, Galerie Emmanuel Perrotin, Paris, France

2004
- More that you want, less than you need, LFL Gallery, New York, États-Unis
- Social distorsion, Galerie Emmanuel Perrotin, Paris, France

1998
- Recent Work, University City Arts League, Philadelphie, États-Unis

1996
- FloridaLandscapeSeriesé, ABFAB Gallery, Philadelphie, États-Unis

## Expositions collectives
2008
- The New Authentics : Artists of the Post-Jewish Generation, Spertus Institute of Jewish Studies, Chicago, États-Unis

2007
- Disorder in the house, Vanhearents Art Fundation, Bruxelles
- Salon Nouveau, Engholm Engelhorn Galerie, Vienne, Autriche
- More is More - Maximalist Painting, Museum of Fine Arts, Florida State University, Tallahasse, États-Unis

2006
- The Triumph of Painting, The Saatchi Gallery, Londres, Royaume-Uni
- Bibbidi Bobbidi Boo !, Bielefelder Kunstverein, Mannheimer Kunstverein, Germany and CCR Abbaye de Neumunster, Luxembourg
- Allegories of displacement, Westport Arts Center, États-Unis

2004
- Surface Tension, Chelsea Art Museum, New York, États-Unis

2003
- Pantone, curateur David Hunt, Massimo Audiello Gallery, New York, États-Unis
- Tenth Anniversary, Frederieke Taylor Gallery, New York, États-Unis
- Thz Burnt Orange Heresy, Space 101, Brooklyn, États-Unis

2002
- Mint, Brooklyn Front Gallery, Brooklyn, États-Unis
- Thru the Game, Frederieke Taylor Gallery, New York, États-Unis

1999
- Scratch and Sniff, New School Academy of Fine Art, Grand Rapids, États-Unis

1997
- MFA Thesis Exhibition, Museum of American Art, Philadelphie, États-Unis